# فرودگاه نیروی هوایی سلطنتی لیتل ریسینگتون
فرودگاه نیروی هوایی سلطنتی لیتل ریسینگتون (به انگلیسی: RAF Little Rissington) یک فرودگاه است که یک باند فرود آسفالت دارد و طول باند آن ۱۴۹۴ متر است. این فرودگاه در کشور انگلستان قرار دارد و در ارتفاع ۲۲۳ متری از سطح دریا واقع شده است.